# Vereux
Vereux ist eine Gemeinde im französischen Département Haute-Saône in der Region Bourgogne-Franche-Comté.

## Geographie
Vereux liegt auf einer Höhe von 200 m über dem Meeresspiegel, zehn Kilometer nordöstlich von Gray und etwa 43 Kilometer nordwestlich der Stadt Besançon (Luftlinie). Das Dorf erstreckt sich im Westen des Départements, in der Talniederung westlich der Saône.
Die Fläche des 9,02 km² großen Gemeindegebiets umfasst einen Abschnitt des mittleren Saône-Tals. Die östliche Grenze verläuft stets entlang der Saône, die durch eine ungefähr zwei Kilometer breite Alluvialniederung nach Süden fließt. Die Talaue liegt durchschnittlich auf 195 m. Der Fluss ist zur Wasserstraße ausgebaut, wobei im Bereich von Vereux ein Kanal parallel zur Saône verläuft, so dass der Flusslauf hier in naturnahem Zustand erhalten ist. Vom Flusslauf erstreckt sich das Gemeindeareal westwärts über die Talniederung und über einen 30 m hohen, steilen Prallhang bis auf das angrenzende Plateau. Dieses besteht aus einer Wechsellagerung von kalkigen und sandig-mergeligen Sedimenten der oberen Jurazeit und liegt auf 240 m. Auf dem Plateau herrscht landwirtschaftliche Nutzung vor, doch gibt es auch einige Waldflächen. Mit 253 m wird nordwestlich des Dorfes die höchste Erhebung von Vereux erreicht. Ganz im Westen reicht das Gebiet in die Waldung des Bois de Vereux.
Zu Vereux gehört die Siedlung La Résie (201 m) in der Niederung der Saône. Nachbargemeinden von Vereux sind Montot, Denèvre und Dampierre-sur-Salon im Norden, Autet und Beaujeu-Saint-Vallier-Pierrejux-et-Quitteur im Osten, Montureux-et-Prantigny im Süden sowie Oyrières im Westen.

## Geschichte
Überreste eines gallorömischen Siedlungsplatzes und Aquäduktes weisen auf eine frühe Besiedlung des Gemeindegebietes hin. Aus der Merowingerzeit wurden 12 Gräber entdeckt, die zahlreiche Grabbeigaben enthielten. Der Ortsname wandelte sich im Lauf der Zeit von Apud Verum über Veruz, Vereul und Vereulx zum heutigen Vereux. Im Mittelalter gehörte Vereux zur Freigrafschaft Burgund und darin zum Gebiet des Bailliage d’Amont. Die lokale Herrschaft oblag den Herren von Beaujeu, danach gab es eine längere Zeit mit wechselnden Besitzverhältnissen. Bei der Invasion der Protestanten unter dem Herzog von Zweibrücken wurde das Dorf 1569 verwüstet. Zusammen mit der Franche-Comté gelangte Vereux mit dem Frieden von Nimwegen 1678 definitiv an Frankreich. Heute ist Vereux Mitglied des 42 Ortschaften umfassenden Gemeindeverbandes Communauté de communes des Quatre Rivières.

## Sehenswürdigkeiten
Die Kirche Saint-Léger wurde im 18. Jahrhundert neu erbaut. Zur bemerkenswerten Ausstattung gehören eine Marmorkanzel, Stuckaltäre aus dem 18. Jahrhundert, Mobiliar und Gemälde aus dem 17. und 18. Jahrhundert. 
An erhöhter Lage oberhalb des Dorfes steht ein Herrschaftssitz aus dem 18. Jahrhundert. 
Das Lavoir, das einst als Waschhaus und Viehtränke diente, wurde restauriert.

## Bevölkerung
| Jahr                       | 1962 | 1968 | 1975 | 1982 | 1990 | 1999 |
| Einwohner                  | 183  | 171  | 266  | 243  | 205  | 204  |
| Quellen: Cassini und INSEE |      |      |      |      |      |      |

Mit 204 Einwohnern (1. Januar 2022) gehört Vereux zu den kleinen Gemeinden des Département Haute-Saône. Nachdem die Einwohnerzahl in der ersten Hälfte des 20. Jahrhunderts deutlich abgenommen hatte (1891 wurden noch 365 Personen gezählt), wurde während der 1970er Jahre wieder ein Bevölkerungswachstum verzeichnet. Seither gab es nur noch relativ geringe Schwankungen.

## Wirtschaft und Infrastruktur
Vereux war bis weit ins 20. Jahrhundert hinein ein vorwiegend durch die Landwirtschaft (Ackerbau, Obstbau und Viehzucht) geprägtes Dorf. Die Wasserkraft der Saône wurde früher für den Betrieb von Mühlen genutzt. Heute gibt es einige Betriebe des lokalen Kleingewerbes, darunter eine Sägerei. In den letzten Jahrzehnten hat sich das Dorf zu einer Wohngemeinde gewandelt. Viele Erwerbstätige sind deshalb Wegpendler, die in den größeren Ortschaften der Umgebung ihrer Arbeit nachgehen.
Die Ortschaft liegt abseits der größeren Durchgangsachsen an einer Departementsstraße, die von Gray nach Combeaufontaine führt. Weitere Straßenverbindungen bestehen mit Oyrières und Montot.